# 今は今で誓いは笑みで
『今は今で誓いは笑みで』（いまはいまでちかいはえみで）は、日本の音楽ユニットずっと真夜中でいいのに。の2枚目のミニアルバムである。2019年6月12日発売。発売元はEMI Records。

## 背景とリリース
前作『正しい偽りからの起床』に続くずっと真夜中でいいのに。としての2枚目のアルバム。ワンマンライブ「1st LIVE 〜まだ偽りでありんす。〜」の追加公演であるライブツアー「東名阪ツアー1st LIVE 〜まだまだ偽りでありんす。〜」の東京公演にて発売が発表された。
初回生産限定盤、通常盤の2形態で発売。収録楽曲は6曲にオフボーカル（インスト）6曲を加えた全12曲で共通である。初回生産限定盤は豪華 真夜中の魔法使えそうなBOX仕様となり、Music Video アート集とACAね解説付き全曲コード譜 & 一問一答集が付属する。通常盤には書き下ろしイラストステッカーが全3種類からランダムで封入される。
初回プレス版には、2019年8月5日・6日にZepp DiverCityにて開催された「夏休みLIVE 〜水飲み場にて笑みの契約〜」の先行予約シリアルチラシが封入された。また初回生産限定盤における一問一答集において、ACAねによるずっと真夜中でいいのに。のファンの呼称が「ずとまろ」であることが明かされた。
| 形態           | 規格 | 規格品番   |
| -------------- | ---- | ---------- |
| 初回生産限定盤 | CD   | UPCH-29330 |
| 通常盤         | CD   | UPCH-20516 |

## チャート成績
初週で2.1万枚を売り上げオリコン2019年6月24日付の週間ランキングで最高1位を記録した。また、合算ランキングでも最高1位を記録した。

## 収録内容
| 全作詞: ACAね。 |                                     |           |                   |                               |                                  |      |
| #               | タイトル                            | 作詞      | 作曲              | 編曲                          |                                  | 時間 |
| 1.              | 「勘冴えて悔しいわ」                | ACAね     | ACAね, ラムシーニ | ラムシーニ, 100回嘔吐         |                                  | 3:58 |
| 2.              | 「正義」                            | ACAね     | ACAね             | 久保田真悟 (Jazzin'park)      |                                  | 4:31 |
| 3.              | 「またね幻」                        | ACAね     | ACAね             | 加藤冴人, 100回嘔吐           |                                  | 4:02 |
| 4.              | 「マイノリティ脈絡」                | ACAね     | ACAね             | 煮ル果実                      | コーラスアレンジ: 100回嘔吐      | 5:00 |
| 5.              | 「彷徨い酔い温度」                  | ACAね     | ACAね             | 100回嘔吐, Open Reel Ensemble |                                  | 4:52 |
| 6.              | 「眩しいDNAだけ」                   | ACAね     | ACAね             | ぬゆり                        | ピアノ&コーラスアレンジ: 村山☆潤 | 3:49 |
| 7.              | 「勘冴えて悔しいわ (Instrumental)」 | ACAね     |                   |                               |                                  | 3:58 |
| 8.              | 「正義 (Instrumental)」             | ACAね     |                   |                               |                                  | 4:31 |
| 9.              | 「またね幻 (Instrumental)」         | ACAね     |                   |                               |                                  | 4:02 |
| 10.             | 「マイノリティ脈絡 (Instrumental)」 | ACAね     |                   |                               |                                  | 5:00 |
| 11.             | 「彷徨い酔い温度 (Instrumental)」   | ACAね     |                   |                               |                                  | 4:52 |
| 12.             | 「眩しいDNAだけ (Instrumental)」    | ACAね     |                   |                               |                                  | 3:49 |
| 合計時間:       | 合計時間:                           | 合計時間: | 合計時間:         | 合計時間:                     | 49:08                            |      |

## 演奏
| 勘冴えて悔しいわ - ACAね : Vocal - Jun☆Murayama: Piano - Yoshihiro Kawamura: Drums - Ryosuke Nikamoto : Bass - Takayuki Sasaki : Guitar 正義 - ACAね : Vocal - Jun☆Murayama : Piano - Yoshihiro Kawamura : Drums - Ryosuke Nikamoto : Bass - Takayuki Sasaki : Guitar - Anzu Suhara : Violin - Satoru Kuribayashi : Additional Piano - Singo Kubota (Jazzin’park) : Additional Guitar またね幻 - ACAね : Vocal - Jun☆Murayama : Piano - Yoshihiro Kawamura : Drums - Ryosuke Nikamoto : Bass - Takayuki Sasaki : Guitar | マイノリティ脈路 - ACAね : Vocal - Jun☆Murayama : Piano - Yoshihiro Kawamura : Drums 彷徨い酔い温度 - ACAね : Vocal - Ei Wada : Tape Drums & Tape Recordion - Haruka Yoshida : Tape Organ & Tape Harp - Masaru Yoshida : Tape Strings & Tape Scratch - 100kai outo : 霊和的存在 眩しいDNAだけ - ACAね : Vocal - Jun☆Murayama : Piano - Ken Higeshiro : Drums - Ryosuke Nikamoto : Bass - Takayuki Sasaki : Guitar - Junpei Hayashida : Cello |